# Desanka Matijević
Desanka (Desa) Matijević (Kotor), hrvatska pjesnikinja iz Crne Gore. Rodom Hrvatica.

## Vanjske poveznice
- Đuro Vidmarović: Djelo važno za povijest Hrvata u Boki Kotorskoj, Predstavljanje „Spomenice 600. obljetnice crkve Manje Gospe u Donjoj Lastvi (1410 – 2010)", Župa Male Gospe u Gornjoj Lastvi i Institut društvenih znanosti Ivo Pilar, Lastva-Zagreb, 2011., Hrvatsko kulturno vijeće, 11. studenoga 2011.